# Dyacopterus brooksi
Dyacopterus brooksi es una especie de murciélago de la familia Pteropodidae. Fue incluida anteriormente como una subespecie de Dyacopterus spadiceus.

## Distribución geográfica
Se encuentra en Sumatra.